# 謝爾維爾 (加利福尼亞州)
謝爾維爾（英語：Schellville）是位於美國加利福尼亞州索諾馬縣的一個非建制地區。該地的面積和人口皆未知。

## 地理
謝爾維爾的座標為38°14′46″N 122°26′23″W / 38.24611°N 122.43972°W，而該地的平均海拔高度為4米（即13英尺）。